# Coupe d'Europe de rugby à XV 1998-1999
Navigation
H-Cup 1997-1998 H-Cup 1999-2000
La Coupe d'Europe de rugby à XV 1998-1999, quatrième du nom, réunit des équipes irlandaises, italiennes, écossaises, galloises, et françaises. Les clubs anglais, parmi lesquels Bath, tenant du titre ainsi que les deux meilleurs clubs gallois Swansea et Cardiff se retirent volontairement de la compétition pour protester contre son organisation. Les équipes s'affrontent dans une première phase de poules, puis par élimination directe.
Du fait de l'absence des clubs anglais, la compétition revient au format des quatre poules abandonné la saison précédente. Il y a quatre équipes par poule qui s'affrontent en matchs aller-retour, soit six matchs par équipe au total. Une équipe remporte deux points pour une victoire, un pour un nul, rien en cas de défaite. Les deux premières de poule sont qualifiées pour les quarts de finale. En cas d'égalité, elles sont départagées par le point average.
Comme l'année précédente, la France fait bonne figure dans la puisqu'elle place trois équipes en demi-finale et l'équipe de l'Ulster se retrouve seule à cette phase. Les Irlandais remportent leur premier titre européen face à l'US Colomiers lors de la finale à Lansdowne Road (Dublin) le 30 janvier 1999.

## Première phase

### Notations
Signification des abréviations :
| - Pts : points - J : matchs joués - V : victoires - N : matchs nuls - D : défaites | - EM : essais marqués - EE : essais encaissés - PM : points marqués - PE : points encaissés - Δ : différence de points |

### Poule A
| Équipe              | Pays           |
| ------------------- | -------------- |
| Stade français CASG | France         |
| CA Bègles-Bordeaux  | France         |
| Llanelli RFC        | Pays de Galles |
| Leinster            | Irlande        |

| Équipe              | Pts | J | V | N | D | EM | EE | PM  | PE  | Δ    |
| ------------------- | --- | - | - | - | - | -- | -- | --- | --- | ---- |
| Stade français CASG | 10  | 6 | 5 | 0 | 1 | 27 | 10 | 219 | 117 | +102 |
| Llanelli RFC        | 6   | 6 | 3 | 0 | 3 | 12 | 22 | 113 | 180 | -67  |
| CA Bègles-Bordeaux  | 4   | 6 | 2 | 0 | 4 | 17 | 12 | 141 | 124 | +17  |
| Leinster            | 4   | 6 | 2 | 0 | 4 | 11 | 23 | 127 | 179 | -52  |

| Date         | Lieu                   | Équipe              | Score | Adversaire          |
| ------------ | ---------------------- | ------------------- | ----- | ------------------- |
| 19 septembre | Stradey Park, Llanelli | Llanelli RFC        | 27-33 | Leinster            |
| 19 septembre | André Moga, Bègles     | CA Bègles-Bordeaux  | 28-39 | Stade français CASG |
| 25 septembre | Donnybrook, Dublin     | Leinster            | 17-28 | Stade français CASG |
| 26 septembre | Stradey Park, Llanelli | Llanelli RFC        | 22-10 | CA Bègles-Bordeaux  |
| 9 octobre    | Donnybrook, Dublin     | Leinster            | 9-3   | CA Bègles-Bordeaux  |
| 10 octobre   | Stadium nord, Lille    | Stade français CASG | 49-3  | Llanelli RFC        |
| 17 octobre   | Jean-Bouin, Paris      | Stade français CASG | 56-31 | Leinster            |
| 18 octobre   | André Moga, Bègles     | CA Bègles-Bordeaux  | 48-10 | Llanelli RFC        |
| 31 octobre   | Stradey Park, Llanelli | Llanelli RFC        | 17-13 | Stade français CASG |
| 31 octobre   | André Moga, Bègles     | CA Bègles-Bordeaux  | 31-10 | Leinster            |
| 6 novembre   | Donnybrook, Dublin     | Leinster            | 27-34 | Llanelli RFC        |
| 7 novembre   | Jean-Bouin, Paris      | Stade français CASG | 34-21 | CA Bègles-Bordeaux  |

### Poule B
| Équipe          | Pays           |
| --------------- | -------------- |
| USA Perpignan   | France         |
| Neath RFC       | Pays de Galles |
| Munster         | Irlande        |
| Petrarca Padoue | Italie         |

| Équipe          | Pts | J | V | N | D | EM | EE | PM  | PE  | Δ    |
| --------------- | --- | - | - | - | - | -- | -- | --- | --- | ---- |
| USA Perpignan   | 10  | 6 | 5 | 0 | 1 | 35 | 13 | 238 | 108 | +130 |
| Munster         | 9   | 6 | 4 | 1 | 1 | 17 | 13 | 144 | 108 | +36  |
| Neath RFC       | 3   | 6 | 1 | 1 | 4 | 14 | 27 | 118 | 194 | -76  |
| Petrarca Padoue | 2   | 6 | 1 | 0 | 5 | 8  | 21 | 79  | 169 | -90  |

| Date         | Lieu                      | Équipe          | Score | Adversaire      |
| ------------ | ------------------------- | --------------- | ----- | --------------- |
| 19 septembre | Musgrave Park, Cork       | Munster         | 20-13 | Petrarca Padoue |
| 19 septembre | The Gnoll, Neath          | Neath RFC       | 33-51 | USA Perpignan   |
| 26 septembre | Musgrave Park, Cork       | Munster         | 34-10 | Neath RFC       |
| 27 septembre | Aimé-Giral, Perpignan     | USA Perpignan   | 67-28 | Petrarca Padoue |
| 10 octobre   | Aimé-Giral, Perpignan     | USA Perpignan   | 41-24 | Munster         |
| 10 octobre   | Stadio Plebiscito, Padoue | Petrarca Padoue | 28-17 | Neath RFC       |
| 17 octobre   | The Gnoll, Neath          | Neath RFC       | 18-18 | Munster         |
| 17 octobre   | Stadio Plebiscito, Padoue | Petrarca Padoue | 6-14  | USA Perpignan   |
| 31 octobre   | Musgrave Park, Cork       | Munster         | 13-5  | USA Perpignan   |
| 31 octobre   | The Gnoll, Neath          | Neath RFC       | 16-3  | Petrarca Padoue |
| 8 novembre   | Aimé-Giral, Perpignan     | USA Perpignan   | 60-24 | Neath RFC       |
| 8 novembre   | Stadio Plebiscito, Padoue | Petrarca Padoue | 21-35 | Munster         |

### Poule C
| Équipe            | Pays           |
| ----------------- | -------------- |
| Stade toulousain  | France         |
| Ebbw Vale RFC     | Pays de Galles |
| Ulster            | Irlande        |
| Edinburgh Reivers | Écosse         |

| Équipe            | Pts | J | V | N | D | EM | EE | PM  | PE  | Δ    |
| ----------------- | --- | - | - | - | - | -- | -- | --- | --- | ---- |
| Ulster            | 9   | 6 | 4 | 1 | 1 | 23 | 20 | 197 | 168 | +29  |
| Stade toulousain  | 8   | 6 | 4 | 0 | 2 | 31 | 11 | 234 | 103 | +131 |
| Edinburgh Reivers | 5   | 6 | 2 | 1 | 3 | 21 | 14 | 179 | 146 | +33  |
| Ebbw Vale RFC     | 2   | 6 | 1 | 0 | 5 | 11 | 41 | 114 | 307 | -193 |

| Date         | Lieu                         | Équipe            | Score  | Adversaire        |
| ------------ | ---------------------------- | ----------------- | ------ | ----------------- |
| 18 septembre | Ravenhill, Belfast           | Ulster            | 38-38  | Edinburgh Reivers |
| 19 septembre | Ernest-Wallon, Toulouse      | Stade toulousain  | 108-16 | Ebbw Vale RFC     |
| 26 septembre | Easter Road, Édimbourg       | Edinburgh Reivers | 41-17  | Ebbw Vale RFC     |
| 26 septembre | Ernest-Wallon, Toulouse      | Stade toulousain  | 39-3   | Ulster            |
| 10 octobre   | Eugene Cross Park, Ebbw Vale | Ebbw Vale RFC     | 28-61  | Ulster            |
| 11 octobre   | Easter Road, Édimbourg       | Edinburgh Reivers | 25-29  | Stade toulousain  |
| 16 octobre   | Ravenhill, Belfast           | Ulster            | 29-24  | Stade toulousain  |
| 17 octobre   | Eugene Cross Park, Ebbw Vale | Ebbw Vale RFC     | 16-43  | Edinburgh Reivers |
| 30 octobre   | Ravenhill, Belfast           | Ulster            | 43-18  | Ebbw Vale RFC     |
| 31 octobre   | Ernest-Wallon, Toulouse      | Stade toulousain  | 23-11  | Edinburgh         |
| 7 novembre   | Eugene Cross Park, Ebbw Vale | Ebbw Vale RFC     | 19-11  | Stade toulousain  |
| 8 novembre   | Easter Road, Édimbourg       | Edinburgh Reivers | 21-23  | Ulster            |

### Poule D
| Équipe              | Pays           |
| ------------------- | -------------- |
| US Colomiers        | France         |
| Pontypridd RFC      | Pays de Galles |
| Glasgow Caledonians | Écosse         |
| Benetton Trévise    | Italie         |

| Équipe              | Pts | J | V | N | D | EM | EE | PM  | PE  | Δ   |
| ------------------- | --- | - | - | - | - | -- | -- | --- | --- | --- |
| US Colomiers        | 8   | 6 | 4 | 0 | 2 | 22 | 10 | 176 | 121 | +55 |
| Pontypridd RFC      | 6   | 6 | 3 | 0 | 3 | 13 | 16 | 160 | 141 | +19 |
| Benetton Trévise    | 6   | 6 | 3 | 0 | 3 | 13 | 13 | 142 | 150 | -8  |
| Glasgow Caledonians | 4   | 6 | 2 | 0 | 4 | 10 | 19 | 121 | 187 | -66 |

| Date         | Lieu                     | Équipe              | Score | Adversaire          |
| ------------ | ------------------------ | ------------------- | ----- | ------------------- |
| 19 septembre | Di Monigo, Trévise       | Benetton Trévise    | 19-22 | US Colomiers        |
| 20 septembre | Firhill Stadium, Glasgow | Glasgow Caledonians | 21-43 | Pontypridd RFC      |
| 26 septembre | Stardis Road, Pontypridd | Pontypridd RFC      | 32-27 | US Colomiers        |
| 26 septembre | Di Monigo, Trévise       | Benetton Trévise    | 34-15 | Glasgow Caledonians |
| 9 octobre    | Stardis Road, Pontypridd | Pontypridd RFC      | 13-22 | Benetton Trévise    |
| 11 octobre   | Stade Sélery, Colomiers  | US Colomiers        | 34-16 | Glasgow Caledonians |
| 17 octobre   | Stade Sélery, Colomiers  | US Colomiers        | 35-21 | Pontypridd RFC      |
| 18 octobre   | Firhill Stadium, Glasgow | Glasgow Caledonians | 40-27 | Benetton Trévise    |
| 25 octobre   | Stade Sélery, Colomiers  | US Colomiers        | 41-7  | Benetton Trévise    |
| 31 octobre   | Di Monigo, Trévise       | Benetton Trévise    | 33-19 | Pontypridd RFC      |
| 1er novembre | Firhill Stadium, Glasgow | Glasgow Caledonians | 26-17 | US Colomiers        |
| 7 novembre   | Stardis Road, Pontypridd | Pontypridd RFC      | 32-3  | Glasgow Caledonians |

## Phase éliminatoire

### Quarts de finale
| Date        | Lieu                    | Équipe              | Score | Adversaire       |
| ----------- | ----------------------- | ------------------- | ----- | ---------------- |
| 11 décembre | Ravenhill, Belfast      | Ulster              | 15-13 | Stade toulousain |
| 12 décembre | Aimé-Giral Perpignan    | USA Perpignan       | 34-17 | Llanelli RFC     |
| 12 décembre | Jean-Bouin Paris        | Stade français CASG | 71-14 | Pontypridd RFC   |
| 13 décembre | Stade Sélery, Colomiers | US Colomiers        | 23-9  | Munster          |

### Demi-finales
| Date      | Lieu               | Équipe       | Score | Adversaire          |
| --------- | ------------------ | ------------ | ----- | ------------------- |
| 9 janvier | Ravenhill, Belfast | Ulster       | 33-27 | Stade français CASG |
| 9 janvier | Stadium, Toulouse  | US Colomiers | 10-6  | USA Perpignan       |

### Finale
| Équipes            | Ulster – US Colomiers |
| Score              | 21 – 6 (mt : 12-3) |
| Date               | Samedi 30 janvier 1999, 14 heures 45 UTC |
| Stade              | Lansdowne Road à Dublin (49 000 spectateurs) |
| Arbitre            | Clayton Thomas Pays de Galles |
| Les équipes        | |
| Ulster             | Titulaires : Justin Fitzpatrick, Allen Clarke, Robert Irwin, Mark Blair, Gary Longwell, Stephen McKinty, Andy Ward, Tony MCWhirter, Andrew Matchett, David Humphreys , Andrew Park, Johny Bell, Jan Cunningham, Shelton Coulter, Simon Mason Remplaçants : Stanley McDowell, Gary Leslie, Derek Topping, Bryn Cunningham, Stephen Bell, Stuart Duncan, Richard Weir                          |
| US Colomiers       | Titulaires : Stéphane Delpuech, Marc Dal Maso, Stéphane Graou, Gildas Moro, Jean-Marc Lorenzi, Bernard De Giusti, Patrick Tabacco, Stéphane Peysson, Fabien Galthié, Laurent Labit, Benjamin Lhande, Jérôme Sieurac, Sébastien Roque, Marc Biboulet, Jean-Luc Sadourny Remplaçants : David Skrela, Michaël Carré, Philippe Pueyo, Serge Milhas, Remi Tremoulet, Romain Rysman, Richard Nonès |
| Points marqués     | |
| Ulster             | 6 pénalités : Simon Mason 10e, 15e, 36e, 40e, 51e, 68e 1 drop : David Humphreys 42e |
| US Colomiers       | 2 pénalités : Laurent Labit 5e et Michaël Carré 59e |
| Ėvolution du score | 0-3, 3-3, 6-3, 9-3, 12-3, mt ; 15-3, 15-6, 18-6 |